# Escopofobia
La escopofobia, escoptofobia u oftalmofobia es un trastorno de ansiedad caracterizado por un miedo mórbido de ser visto o mirado por otros. La Escopofobia también puede estar asociada con un miedo patológico de llamar la atención sobre sí mismo.
El término escopofobia viene del griego σκοπέω skopeō, "mirar a, examinar"  y φόβος phobos, "miedo". Oftalmofobia proviene del término griego ὀφθαλμός Ophthalmos, "ojo".

## Historia
Las fobias tienen una larga historia. El concepto de fobias sociales tiene referencias hacia el año 400 a. C. Una de las primeras referencias a la escopofobia fue por Hipócrates que comentó sobre un individuo excesivamente tímido, explicando que tal persona "ama la oscuridad como la luz" y "piensa que cada hombre lo observa".
El término "fobia social" (sociale phobie) fue acuñado por primera vez en 1903 por el psiquiatra francés Pierre Janet. Él utilizó este término para describir a los pacientes suyos que exhiben un temor a ser observados mientras estaban participando en las actividades diarias tales como conversar, tocar el piano o escribir.
En 1906 la revista psiquiátrica El alienista y Neurólogo, describió la escopofobia:

Entonces, hay un miedo a ser visto y una vergüenza, que se ve en los asilos. [...] Lo llamamos escopofobia - un temor morboso de ser visto. En menor grado, es vergüenza mórbida, y el paciente se cubre la cara con sus manos. En mayor grado, el paciente va a rehuir el visitante y escapar de su vista cuando sea posible. La escopofobia se manifiesta con más frecuencia entre las mujeres que entre los hombres.

Más adelante en el mismo artículo (p. 285) la escopofobia se define como "un miedo de ver a la gente o ser visto, sobre todo de caras extrañas".

## Causas
La escopofobia es la única entre las fobias en que el miedo a ser examinado se considera tanto una fobia social y una fobia específica, porque es un hecho específico que tiene lugar en un entorno social. La mayoría de las fobias suele caer ya sea en una categoría o en la otra pero la escopofobia se sitúa en ambas. Por otro lado, como en la mayoría de las fobias, la escopofobia generalmente surge de un evento traumático en la vida de la persona. Con escopofobia, es probable que la persona haya sido sometida a escarnio público en su niñez (por ejemplo recibir una fuerte reprimenda o castigo físico en presencia de otras personas, especialmente frente a sus amigos o compañeros de estudios). Además, una persona que sufre de escopofobia a menudo puede ser objeto de atención en espacios públicos, posiblemente debido a una deformidad o dolencia física.
De acuerdo con la Asociación de Fobia Social/Ansiedad Social, datos del gobierno de los Estados Unidos para el 2012 indican que la ansiedad social afecta a más del 7% de la población en un momento dado. Alargándose durante toda una vida, el porcentaje aumenta a 13%.

## Síndromes relacionados
Aunque la escopofobia es un trastorno solitario, muchos individuos con escopofobia también suelen experimentar otros trastornos de ansiedad. La escopofobia se ha relacionado con muchos otros miedos y fobias irracionales. Las fobias y síndromes específicos que son similares a la escopofobia incluyen eritrofobia, miedo a sonrojarse (lo que se encuentra especialmente en jóvenes), y un miedo epiléptico de ser visto lo cual puede precipitar un ataque de ese tipo. La escopofobia también se asocia comúnmente con la esquizofrenia y otros trastornos psiquiátricos. No se considera indicativa de otros trastornos, sino que es considerada como un problemas psicológico que puede ser tratado de forma independiente.
El sociólogo Erving Goffman sugirió que rehuir de miradas casuales en la calle sigue siendo uno de los síntomas característicos de una psicosis en público. Muchos pacientes con escopofobia desarrollan hábitos de voyerismo o de exhibicionismo. Otro síndrome relacionado, pero sin embargo muy diferente es la escopofilia, el placer excesivo de mirar artículos eróticos.

## Puntos de vista psicoanalíticos
Basándose en el concepto de Sigmund Freud sobre los ojos como una zona erógena, psicoanalistas han vinculado a la escopofobia con un (reprimido) miedo de mirar, así como a una inhibición de exhibicionismo. Freud también se refirió a la escopofobia como un "temor al mal de ojo" y como "la función de observarse y criticarse a sí mismo" durante su investigación en el "ojo" y "Yo's transformados".
En algunas explicaciones, la ecuación de ser mirado con un sentimiento de ser criticado o despreciado revela a la vergüenza como una fuerza motivadora detrás de la escopofobia. En la autoconsciencia de la adolescencia, con su creciente consciencia del Otro como constitutiva del ser espejo, la vergüenza puede exacerbar sentimientos de eritrofobia y escopofobia.

## Síntomas y efectos
Los individuos con escopofobia generalmente presentan síntomas en situaciones sociales cuando se llama la atención hacia ellos como en una oratoria. Existen varios otros factores que desencadenan ansiedad social. Algunos ejemplos incluyen: ser presentado a gente nueva, ser motivo de burla o de crítica, ser fácil de avergonzar, e incluso responder una llamada telefónica en público.
A menudo la escopofobia dará lugar a síntomas comunes con otros trastornos de ansiedad. Los síntomas de la escopofobia incluyen sentimientos irracionales de pánico, sentimientos de terror, sentimientos de temor, aceleración del ritmo cardiaco, dificultad para respirar, náuseas, boca seca, temblor, ansiedad y evitar hacer frente a personas o situaciones. Otros síntomas relacionados con la escopofobia pueden ser hiperventilación, tensión muscular, mareos, temblor incontrolable, lagrimeo excesivo y enrojecimiento de los ojos.

## Tratamientos
Hay muchas opciones de tratamiento para la escopofobia. Con una opción, la desensibilización, el paciente es mirado por un periodo prolongado y después describe sus sentimientos. La esperanza es que el individuo será insensible al ser observado o que se descubra la raíz de su escopofobia.
La terapia de exposición, otro tratamiento comúnmente prescrito, tiene cinco pasos:
- Evaluación
- Retroalimentación
- El desarrollo de una jerarquía de miedo
- Exposición
- Construcción

En la etapa de evaluación, el individuo escopofóbico describiría su miedo a la terapeuta para tratar de averiguar cuándo y por qué este miedo desarrolló. La etapa de retroalimentación es cuando el terapia ofrece una manera de tratar la fobia. El desarrollo de una jerarquía de miedo se desarrolla enseguida, donde el individuo crea una lista de escenarios que incluyan su miedo, siendo cada vez peor y peor. La exposición implica ser expuesto a los escenarios y situaciones de acuerdo a la jerarquía de miedo. Finalmente, la construcción se da cuando el paciente, cómodo con el primer paso, se mueve al que sigue.
Al igual que con muchos problemas de salud existen grupos de apoyo para los individuos que tienen escopofobia. Estar cerca de otras personas que se enfrentan a los mismos problemas puede, a menudo crear un ambiente más cómodo.
Otros tratamientos sugeridos para la escopofobia incluyen hipnoterapia, programación neurolingüística (PNL), y psicología de la energía. En casos extremos de escopofobia, es posible que el sujeto sea recetado con medicamentos contra la ansiedad. Entre los medicamentos se puede incluir benzodiazepina, antidepresivos, o beta bloqueadores.

## En la cultura popular
- En La historia interminable, los Acharis son una raza de seres tan avergonzados de su fealdad que nunca aparecen en la luz del día.[25]
- En la película estadounidense de suspenso psicológico La conversación (1974), escrita y dirigida por Francis Ford Coppola, el personaje de Harry Caul presenta varios síntomas de escopofobia.[26]
- Mucho de los personajes en las novelas de Ernest Hemingway muestran rasgos de escopofobia.[27]
- Se ha señalado que la película de suspenso de Alfred Hitchcock Rear Window (1954) tiene un subtexto de escopofobia.[28]
- Escopofobia también se ha utilizado como un término para describir la renuencia de los historiadores a considerar fotografías como documentos históricos.[29]
- Escopofobia es el nombre de un DVD lanzado por la banda Therapy?. El DVD incluye escenas de su gira para el álbum del 2013 High Anxiety.
- "Escopofobia" es el nombre de una canción del álbum Voyeur, de la banda musical del género metal War from a Harlots Mouth.[30]
- El personaje Ryōshi Morino en la serie de novelas ligeras Ōkami-san to Shichinin no Nakama-tachi sufre de la condición, llevando el cabello largo para evitar el contacto visual y rompiendo en un llanto desastroso cuando notaba que la gente lo miraba.
- "Temor morboso a la exposición pública" es el primer álbum oficial de la banda argentina de punk rock Loquero.